# Öffentlich-rechtliches Kreditinstitut
Öffentlich-rechtliches Kreditinstitut ist der Sammelbegriff für alle Kreditinstitute, bei denen die öffentliche Hand mehrheitlich oder ganz als Gesellschafter fungiert. 

## Allgemeines
Eine enge Definition will nur Kreditinstitute in öffentlich-rechtlicher Rechtsform (also juristische Personen des öffentlichen Rechts) als öffentlich-rechtliche Kreditinstitute anerkennen, doch auch privatwirtschaftliche Rechtsformen mit mehrheitlich öffentlich-rechtlicher Trägerschaft gehören dazu.
In Deutschland gibt es ein Drei-Säulen-Modell, das sich aus öffentlich-rechtlichen Kreditinstituten, genossenschaftlichen Instituten und den privaten Banken zusammensetzt. Diese drei Bankgruppen unterscheiden sich insbesondere durch die Art ihrer Gesellschafter. Während bei öffentlich-rechtlichen Instituten als Gesellschafter (Träger) der Bund (etwa bei der KfW), die Bundesländer (bei Landesbanken und Förderbanken) oder die Gemeinden (bei Sparkassen) fungieren, sind es bei genossenschaftlich orientierten Banken die nach dem Genossenschaftsgesetz organisierten Mitglieder einer Genossenschaftsbank. Privatbanken können demnach als Restgröße verstanden werden, zu der alle übrigen Gesellschafterkreise gehören.
Die Deutsche Bundesbank aggregiert die Kreditinstitute in ihrer Bankenstatistik nicht nach diesen Gesellschafterkreisen, sondern teilt die Bankengruppen nach der Art der Bankgeschäfte ein. Dadurch verbergen sich öffentlich-rechtliche Kreditinstitute hinter dem Spitzeninstitut des Sparkassensektors (DekaBank Deutsche Girozentrale), gefolgt von den Landesbanken (7), öffentlich-rechtlichen Sparkassen (411), Banken mit Sonderaufgaben in öffentlicher Rechtsform (12; hierunter neben den Förderbanken auch die KfW und die Landwirtschaftliche Rentenbank), öffentlichen Bausparkassen (9; Landesbausparkassen) und Agrarinstitute (2). Die Bundesbank selbst ist zwar im Besitz des Bundes, gilt jedoch nach § 2 Abs. 1 Nr. 1 KWG nicht als Kreditinstitut, so dass sie nicht zu den öffentlich-rechtlichen Kreditinstituten gerechnet wird. Das gilt auch gemäß § 2 Abs. 1 Nr. 2 KWG für die KfW. Bürgschaftsbanken sind privatrechtlich organisierte Selbsthilfeeinrichtungen des Mittelstandes, an denen Handwerkskammern, Industrie- und Handelskammern, Kammern der Freien Berufe, Wirtschaftsverbände und Innungen, Banken und Sparkassen sowie Versicherungsunternehmen beteiligt sind. Sie sind in privaten Rechtsformen organisiert und gehören ebenfalls nicht zu den öffentlich-rechtlichen Kreditinstituten.

## Aufgaben
Als Universalbanken, die alle Bankgeschäfte allen Kundengruppen anbieten, sind Sparkassen und Landesbanken tätig. Sie betreiben das Einlagen- und Kreditgeschäft, Wertpapiergeschäft, Zahlungsverkehr und sind meist Hausbanken ihrer öffentlichen Träger. Landesbanken sind zusätzlich im Emissionsgeschäft und internationalen Kreditgeschäft tätig. Zu den Spezialbanken gehören Förderbanken (KfW) oder Entwicklungsbanken (Deutsche Investitions- und Entwicklungsgesellschaft als Tochtergesellschaft der KfW), sie stellen finanzielle Fördermittel zur Verfügung. Diese Aufgaben betreiben die öffentlich-rechtlichen Kreditinstitute im öffentlichen Interesse. Ihre Geschäftstätigkeit üben sie auf der Grundlage eines öffentlichen Auftrags und des Gemeinnützigkeitsprinzips aus. Ihr öffentlicher Auftrag besteht darin, das Geschäftsgebiet mit geld- und kreditwirtschaftlichen Leistungen zu versorgen, Sparen und allgemeine Vermögensbildung zu fördern und für die Bevölkerung und für die mittelständische Wirtschaft Bankleistungen zu erbringen. Das Gemeinnützigkeitsprinzip hob die öffentlich-rechtlichen Kreditinstitute seit jeher von den übrigen – auf Gewinnmaximierung ausgerichteten – Banken ab. Die maximale Gewinnerzielung stand satzungsgemäß nicht im Vordergrund der Unternehmenspolitik, eine angemessene Gewinnerzielung genügt. Im Falle eines Zielkonfliktes hat der öffentliche Auftrag Vorrang. Einige öffentlich-rechtliche Kreditinstitute (Sparkassen, Förderbanken) müssen zudem das Regionalprinzip beachten, das von ihnen das Betreiben von Bankgeschäften nur in einer genau festgelegten Region verlangt. Vor allem Landesbanken und die KfW unterliegen keinen regionalen Beschränkungen.

## Rechtsform
Öffentlich-rechtliche Kreditinstitute sind in der Rechtsform der juristischen Person des öffentlichen Rechts organisiert, woraus sie ihre Bezeichnung ableiten. Konkret handelt es sich um die Form der Anstalt des öffentlichen Rechts. Diese Rechtsform, die es auch für Nichtbanken des öffentlichen Sektors gibt (öffentliches Unternehmen), ist durch die Strukturmerkmale der Anstaltslast und Gewährträgerhaftung gekennzeichnet. Da insbesondere die Gewährträgerhaftung mit der Folge der Insolvenzunfähigkeit den im Wettbewerb stehenden öffentlich-rechtlichen Kreditinstituten gegenüber den übrigen Kreditinstituten einen Wettbewerbsvorteil verschaffte, wurden diese Strukturmerkmale im Rahmen der Brüsseler Konkordanz vom 27. März 2002 für die im Wettbewerb stehenden öffentlichen Institute abgeschafft.

## Geschichte
Als weltweit erste öffentliche Bank gilt die am 20. Januar 1401 in Barcelona gegründete Taula de cambi („Wechseltisch“). Sie war eine Abteilung der Stadt, die vollständig alle Depositenrückzahlungen garantierte und damit die erste Gewährträgerhaftung übernahm. Im öffentlichen Besitz der Stadt Venedig befand sich auch die im April 1587 entstandene Banco della Piazza di Rialto, während sich die Amsterdamer Wechselbank („Wisselbank“) nach ihrer Gründung am 31. Januar 1609 zur ersten städtischen Wechselbank in Westeuropa entwickelte. Der städtische Nürnberger Banco publico eröffnete am 10. August 1621 als erste öffentliche Bank in Deutschland, er war eine Wechsel- und Depositenbank nach dem Vorbild der Wechselbank in Amsterdam. Öffentlich-rechtliche Kreditinstitute sind in Deutschland in dem seit Oktober 1916 bestehenden Bundesverband Öffentlicher Banken Deutschlands zusammengeschlossen.

### Sparkassen
Die ersten Sparkassen entstanden etwa 200 Jahre später ab 1778 noch in privater Rechtsform. Im Juni 1801 nahm in Göttingen die Spar- und Leih-Casse als erstes kommunales Kreditinstitut die Arbeit auf. In den Folgejahren ging eine Vielzahl der Bürgersparkassen in die Trägerschaft der Kommunen über. Die Städteordnung des Heinrich Friedrich Karl vom und zum Stein vom 19. November 1808 sorgte für die kommunale Selbstverwaltung, die dazu führte, dass die Gemeinden die kommunale Sparkassenidee aufgriffen und für die Gründung von Sparkassen sorgten. Nach der „revidierten Städteordnung“ vom 17. März 1831 erforderte die Errichtung von Sparkassen eine Genehmigung des Regierungspräsidenten, weil die Annahme von Spareinlagen als genehmigungspflichtige Anleihe der jeweiligen Trägerkommune galt. Nachdem am 12. Dezember 1838 das Preußische Sparkassenreglement erlassen wurde, fiel in den Zeitraum zwischen 1840 und 1860 die eigentliche Gründungszeit für Sparkassen, denn in diesem Zeitraum entstanden mehr als 800 neue Sparkassen. Im Jahre 1838 gab es in Preußen 85 öffentliche Sparkassen, 1850 erhöhte sich ihre Zahl auf 234, 1870 waren sie auf 932 angewachsen, in Gesamtdeutschland gab es um die Jahrhundertwende 2.500 Sparkassen. Danach trat ein Konsolidierungsprozess ein, denn 1961 bestanden bundesweit 865 öffentliche Sparkassen. 
Als Folge der Bankenkrise 1931 brachte die „Verordnung zur Sicherung von Wirtschaft und Finanzen“ vom 6. Oktober 1931 die Selbständigkeit der Sparkassen, denn sie bekamen die Rechtsform der kommunalen Anstalt des öffentlichen Rechts. In dieser Reichsnotverordnung hatte auch die Gewährträgerhaftung ihren Ursprung. Grund für die Einführung der Gewährträgerhaftung war, dass die Gläubiger durch die Verselbständigung der Sparkassen nicht die kommunale Haftung für die Verbindlichkeiten der Sparkasse verlieren sollten. Solange die Sparkassen ein organisatorischer Teil der Gemeinden waren, hafteten die Gemeinden für diese Verbindlichkeiten.
Als im Juli 1958 die Konzessionspflicht für die Eröffnung von Zweigstellen entfiel, entwickelten sich die Sparkassen zu Filialbanken mit weit verzweigtem Filialnetz. Die Auswirkungen der Verwaltungs- und Gebietsreform 1965 führten bei Sparkassen zu einer Intensivierungsphase des stationären Filialbetriebs. Die reformbedingten Sparkassenfusionen ließen den Entwicklungstrend der Filialen nahezu unberührt. Eine zweite Welle von Erweiterungen des Filialnetzes gab es in Deutschland ab 1967, auch wenn die Erfindung des Geldautomaten die wichtige Filialfunktion der Kassenhaltung weitgehend obsolet machte. Der erste Geldautomat wurde in Deutschland am 27. Mai 1968 von der Kreissparkasse Tübingen in Betrieb genommen.

### Landesbanken
Vorläufer der heutigen Landesbanken waren die Provinzial-Hilfskassen, als erste nahm die am 5. Januar 1832 gegründete Provinzial-Hülfskasse Westfalen ihren Geschäftsbetrieb in Münster auf. Ihre Satzung sah eine Darlehensvergabe zur Schuldentilgung und zur Haushaltsverbesserung von Gemeinden wie auch für Infrastrukturmaßnahmen vor. Am 23. Juni 1832 entstand die Landeskreditkasse in Kassel, die im Gegensatz zur Hülfskasse auch Staatseinlagen und private Spareinlagen annehmen und Schuldverschreibungen emittieren durfte. Einige Landesbanken wie die WestLB stiegen durch Fusionen und Expansionen zu Großbanken auf, erkauften dieses Wachstum jedoch mit höheren Unternehmensrisiken.

### Bausparkassen
Im Februar 1885 gründete Pastor von Bodelschwingh in Bielefeld – unter ausdrücklichem Hinweis auf die amerikanischen Arbeiterbauvereine – die erste deutsche Bausparkasse, die Bausparkasse für Jedermann. Sie war international nicht die erste, denn 1775 entstand bereits in Birmingham mit der „Kettley’s Building Society“ die erste Bausparkasse.

### Grundkreditanstalten
Grundkreditanstalten sind öffentlich-rechtlich organisierte Realkreditinstitute. Die Bundesbank unterteilt sie in Wohnungsbaukreditanstalten (Hamburgische Wohnungsbaukreditanstalt) und Agrarkreditinstitute (Calenberger Kreditverein und Ritterschaftliches Kreditinstitut Stade).

### Entwicklung in der DDR
Wie stark das jeweilige Wirtschaftssystem auf die darin vorhandenen Kreditinstitute einwirkt, lässt sich anhand der früheren DDR erläutern. Die Kreditinstitute waren in der DDR ausnahmslos staatseigen, so dass der gesamte Bankensektor aus öffentlichen Banken bestand. Am 20. Juli 1948 entstand als Zentralbank die Deutsche Notenbank, aus der am 1. Januar 1968 die Staatsbank der DDR hervorging. Am 13. Oktober 1948 wurde die Deutsche Investitionsbank als volkseigene Bank gegründet, die als einziges Institut langfristige Investitionskredite an Gewerbe und Industrie gewähren durfte. Die Deutsche Bauernbank entstand durch ein spezielles Gesetz vom 22. Februar 1950, sie hieß ab Februar 1963 Landwirtschaftsbank der DDR. Sie konzentrierte sich auf Finanzierungen für die Landwirtschaft und beeinflusste und kontrollierte die finanzielle Situation der LPGs.
Die noch existierenden Sparkassen erhielten ihre Kunden zugewiesen und von der Notenbank im Januar 1951 sämtliche Sparkonten, im Januar 1952 übertrug ihnen die Notenbank die alleinige Zuständigkeit für die Kontenführung der Kleinstbetriebe bis zu 10 Beschäftigten, im Gegenzug hatten sie alle Konten öffentlicher Organe und größerer Betriebe auf die Notenbank zu übertragen. Einen echten Teilzahlungskredit ermöglichte die am 16. Oktober 1953 in Kraft getretene „Anordnung über die Finanzierung des Kaufs von Möbeln und anderen langlebigen Gebrauchsgütern“. Seit Oktober 1956 durfte der Handel selbst bestimmte Waren durch Teilzahlung verkaufen. Im Rahmen einer Verwaltungsreform 1952 stieg die Anzahl der Sparkassen auf 198, sie blieb bis zur Wiedervereinigung mit 196 relativ stabil. Im März 1956 erhielten die volkseigenen Sparkassen ein einheitliches Statut. Das verlieh ihnen formal Universalbankstatus, tatsächlich jedoch überwog bei den Sparkassen das Einlagengeschäft und der Zahlungsverkehr. 
Die im Mai 1966 gegründete Deutsche Außenhandelsbank pflegte gezielt Geschäftsbeziehungen zu Banken außerhalb des sozialistischen Lagers.

## Gewährträgerhaftung
Nachdem im Dezember 1999 der Bundesverband deutscher Banken Beschwerde bei der Wettbewerbsbehörde der Europäischen Kommission eingereicht hatte und davon ausging, dass die Gewährträgerhaftung eine verbotene staatliche Beihilfe nach Art. 107 Abs. 1 AEU-Vertrag darstelle, eröffnete die Wettbewerbsbehörde am 26. Januar 2001 ein formales Untersuchungsverfahren. Die langjährigen Auseinandersetzungen wurden endgültig durch eine von der Europäischen Kommission am 27. März 2002 an die Bundesrepublik Deutschland gerichtete Entscheidung beigelegt. Die Bundesregierung hat diese Entscheidung am 11. April 2002 angenommen. Die am 17. Juli 2001 zwischen Europäischer Kommission und Deutschland erzielte Verständigung und die daraus am 28. Februar 2002 von beiden Seiten gezogenen Schlussfolgerungen sind darin berücksichtigt. Kernpunkte dieser Brüsseler Konkordanz waren der Fortfall von Anstaltslast und Gewährträgerhaftung bei Sparkassen und Landesbanken. Die deutschen bundes- und landeseigenen Förderbanken dürfen hingegen seit dem 11. April 2002 Anstaltslast, Gewährträgerhaftung und/oder staatliche Refinanzierungsgarantien im Rahmen der Verständigung II behalten.

## International
In Deutschland erreichte 2014 der Sektor öffentlicher Institute – gemessen am Geschäftsvolumen – einen Marktanteil von 30,7 % (Sparkassen 16,6 %, Landesbanken 14,1 %), gefolgt von den Großbanken mit 18,4 % und den Regional- und sonstigen Kreditbanken mit 16,1 %. Bei den Kundenspareinlagen ist die Marktführerschaft mit 50,8 % noch deutlicher, es folgen mit 30,6 % die Kreditgenossenschaften und dann erst mit 11,5 % die Großbanken. Diese traditionelle Marktführerschaft gibt es im Ausland bei öffentlichen Banken (englisch public bank) nicht. Hier führen die öffentlichen Banken teilweise ein Nischendasein. Die in französischsprachigen Regionen vorhandenen Caisse d'épargne (Sparkassen) sind überwiegend genossenschaftlich organisiert. In Frankreich entstand durch staatliche Genehmigung vom 29. Juli 1818 die der Rechtsform der Aktiengesellschaft organisierte Pariser Spar- und Vorsorgekasse Caisse d’Épargne et de Prévoyance, die erste Sparkasse Frankreichs. Heute sind in der Groupe Caisse d’Epargne seit Juli 2009 insgesamt 17 regionale Sparkassen zusammengefasst und genossenschaftlich organisiert. Auch die Schweizer Caisse d’Epargne sind genossenschaftlich organisiert. Lediglich die am 21. Februar 1856 in Luxemburg gegründete Banque et Caisse d’Epargne de l’Etat (Staatsbank und Staatssparkasse) befindet sich seither im Staatsbesitz. 
In den USA und England sind die Mutual Savings Banks genossenschaftlich organisiert, was auch für die Bausparkassen (englisch building society) gilt. Die Hypothekenbanken Freddie Mac und Fannie Mae wurden zwar durch Behördenanordnung ins Leben gerufen, sind jedoch privatwirtschaftlich organisiert. Einzig die Federal savings banks, zu denen die First Federal Bank of… gehören, sind in den USA in öffentlich-rechtlichem Besitz. International befinden sich Entwicklungsbanken und Förderbanken meist im Staatsbesitz.

### Öffentlich-rechtliche Kreditinstitute in Österreich

#### Überblick
Zur Gruppe dieser Kreditinstitute zählen
- die Oesterreichische Nationalbank
- Landes-Hypothekenbanken (sechs Hauptanstalten)
- Sparkassen (49 Hauptanstalten)

Anzahl ohne Zweigstellen (Stand 2. Quartal 2024)

#### Oesterreichische Nationalbank
Die österreichische Zentralbank ist eine Aktiengesellschaft eigener Art, an welcher die Republik Österreich 70,2 % der Anteile hält. Die Oesterreichische Nationalbank (OeNB) war bis zur Euro-Einführung Zentralnotenbank für die Landeswährung Österreichischer Schilling. Die Bank ist jetzt in das System der Europäischen Zentralbanken (ESZB) integriert. Sie unterstützt nunmehr die Europäische Zentralbank in der Geldpolitik, stellt die Bargeldversorgung sicher und sorgt für einen reibungslosen nationalen und internationalen Zahlungsverkehr. Sie sichert die Stabilität des Finanzmarktes über den Einsatz geldpolitischer Instrumente und erstellt Statistiken und Analysen. Die OeNB darf darüber hinaus Bankgeschäfte aller Art betreiben.

#### Aufgaben und Ausgestaltung der anderen Institute
Die neun Hypothekenbanken wurden als Anstalten der jeweiligen Bundesländer gegründet und sind inzwischen in Aktiengesellschaften umgewandelt. Der Schwerpunkt ihrer Geschäftstätigkeit liegt im Allgemeinen in ihrer Region und hat die Gewährung von Hypothekendarlehen (die durch Liegenschaften und Baurechte besichert werden), von Kommunaldarlehen an Gebietskörperschaften und die Ausgabe von Pfand- und Kommunalbriefen zum Gegenstand. Als zehntes Institut kommt die Pfandbriefstelle der österreichischen Landes-Hypothekenbanken hinzu, die ursprünglich als gemeinsames Emissionsinstitut für Schuldverschreibungen konzipiert wurde. Die Bundesländer halten Anteile in unterschiedlicher Höhe am Eigenkapital ihrer Bank.
Im Sparkassenbereich gibt es in Österreich die von Privatpersonen gegründeten Vereinssparkassen und Sparkassen der Gemeinden. Das Recht lässt die Umwandlung in eine Aktiengesellschaft zu. Aufgabenstellungen und durchgeführte Bankgeschäfte ähneln jenen der deutschen Sparkassen. Als Zentralinstitut fungiert die Erste Bank der oesterreichischen Sparkassen AG.

#### Marktanteile
Sparkassensektor und Landes-Hypothekenbanken umfassen am Jahresende 2009 insgesamt 7,7 Prozent (66 von 855 Hauptanstalten) der Banken in Österreich, die gemessen an der Bilanzsumme über 25,6 Prozent (264,6 von 1.033,9 Mrd. €) der Bilanzsumme aller Bankengruppen verfügen. Die öffentliche Hand ist jedoch bei einer Reihe von Instituten nicht mehr Alleineigentümer.

#### Interessenvertretung
Der Österreichische Sparkassenverband in Wien ist Dachverband für die österreichische Sparkassenorganisation. Ihm gehören die Erste Bank der oesterreichischen Sparkassen AG, Die Zweite Wiener Vereins-Sparcasse sowie die Bundesländersparkassen an. Er vertritt die Institute auf nationaler und internationaler Ebene nach außen und fungiert als Mittler zu Behörden sowie anderen österreichischen und EU-Interessensvertretungen.

### Öffentlich-rechtliche Kreditinstitute in der Schweiz

#### Überblick
Zur Gruppe dieser Kreditinstitute zählen (Anzahl nach dem Stand vom 31. Dezember 2009):
- die Schweizerische Nationalbank
- die Kantonalbanken (24); 16 sind statistisch als „Staatsinstitute“ ausgewiesen
- Sparkassen als Gemeindeinstitute (4).

#### Schweizerische Nationalbank
Als unabhängige Zentralbank bestimmt sie über die Geld- und Währungspolitik, regelt als Notenbank den Geldumlauf, sorgt für einen florierenden Zahlungsverkehr und berät die Bundesinstitutionen in Währungsfragen. Die Schweizerische Nationalbank ist eine Aktiengesellschaft, deren Zweck, Tätigkeit und Organisation im Nationalbankgesetz abgesteckt ist. An ihrem Eigenkapital sind Kantone, Kantonalbanken und andere öffentlich-rechtliche Körperschaften und Anstalten mit mehr als der Hälfte beteiligt, während der Bund keinerlei Aktienbesitz hat.
Ihr staatlicher Auftrag ist in Art. 5 des Bundesgesetzes über die Schweizerische Nationalbank (Nationalbankgesetz, NBG) umrissen. Sie hat danach die Preisstabilität zu sichern und dabei der konjunkturellen Entwicklung Rechnung zu tragen. In diesem Rahmen obliegen ihr
- das Versorgen des Franken-Geldmarkts mit Liquidität
- das Gewährleisten der Bargeldversorgung
- das Funktionieren bargeldloser Zahlungssysteme
- die Verwaltung der Währungsreserven
- Beiträge zu einem stabilen Finanzsystem in der Schweiz
- internationale Währungskooperationen und
- das Erledigen von Bankdienstleistungen für den Bund.

#### Kantonalbanken
Von den 24 Instituten sind 16 öffentlich-rechtliche Anstalten mit einer Rechtspersönlichkeit und 8 Aktiengesellschaften. Die Ausgestaltung seiner Kantonalbank ist stark von den Vorstellungen des jeweiligen Kantons geprägt. Seine Fläche gibt üblicherweise auch das Geschäftsgebiet der Bank vor, was aber im Einzelfall die Begründung von Filialen in anderen Kantonen oder im Ausland nicht hindern muss. Die Institute sind eher Universalbanken, bei denen das Spar- und Realkreditgeschäft dominiert. Die Vermögensverwaltung ist teilweise ein wichtiges Standbein. Im Jahr 1999 wurde die Staatsgarantie als konstitutives Merkmal einer Kantonalbank in der Neufassung des Bankengesetzes aufgehoben.

#### Sparkassen
In der Schweiz sind die Sparkassen überwiegend als privatrechtliche Institute tätig und deswegen bankenstatistisch mit den Regionalbanken vereint. Einen öffentlich-rechtlichen Status genießen lediglich 4 Gemeindesparkassen. In der Gruppe Regionalbanken und Sparkassen agieren die Institute in ihrer Region als Universalbanken mit dem klassischen Kredit- und Einlagengeschäft.

#### Marktanteile
Kantonalbanken sind am Jahresende 2009 insgesamt 8,6 Prozent (24 von 278 Berichtsinstituten) der Banken in der Schweiz, die gemessen an der Bilanzsumme über 15,1 Prozent (403,5 von 2.668,2 CHF) der Bilanzsumme aller Bankengruppen verfügen. Die dabei unberücksichtigten 4 Gemeindeinstitute ändern vermutlich am Bild wenig.

#### Interessenvertretung
Der Verband Schweizerischer Kantonalbanken nimmt die gemeinsamen Interessen der Gruppe gegenüber Dritten wahr und fördert das Gedeihen und die Kooperation seiner Mitglieder.